# Chyrsowo (obwód Szumen)
Chyrsowo (bułg. Хърсово) – wieś w Bułgarii, w obwodzie Szumen, w gminie Nikoła Kozlewo. Według Ujednoliconego Systemu Ewidencji Ludności oraz Usług Administracyjnych dla Ludności, 15 marca 2016 roku miejscowość liczyła 357 mieszkańców.